# Перестіані Іван Миколайович
Перестіані Іван Миколайович  (1870—1959) — російський радянський актор, кінорежисер, сценарист. Народний артист Грузинської РСР (1949). Нагороджений орденом «Знак Пошани», двома орденами Трудового Червоного Прапора.

## З життєпису
Народ. 13 квітня 1870 р. в м. Таганрозі в акторській родині. В 1886 р. став актором, працював в Таганрозькому драматичному театрі імені А. П. Чехова, виступав на багатьох провінційних сценах Росії. У 1916 р. був режисером Московського театру «Акваріум» й почав зніматися в картинах режисера Є. Бауера («Людські безодні», «Казка синього моря», «Три життя», «Вмираючий лебідь» тощо). У 1917 р. написав перші сценарії фільмів: «Революціонер», «37 років каторжної тюрми» (реж. Є.Бауер). Потім працював у галузі кінорежисури в Московському кінокомітеті, а в 20-ті роки — у грузинській та вірменській кінематографіях («Арсен Джорджіашвілі», «Сурамська фортеця», «Червоні дияволенята» тощо).
У 1928 році був режисером Одеської кінофабрики ВУФКУ, де поставив фільми: «Лавина» (також співавт. сцен. з Г. Затворницьким) та «Поговір» (1928).
З 30-х років знімався в картинах Тбіліської та Єреванської кіностудій.
Помер 14 травня 1959 р. в Москві.